# Diecezja Altamura-Gravina-Acquaviva delle Fonti
Diecezja Altamura-Gravina-Acquaviva delle Fonti (wł. Diocesi di Altamura-Gravina-Acquaviva delle Fonti, łac. Dioecesis Altamurensis-Gravinensis-Aquavievensis) – diecezja Kościoła łacińskiego w południowych Włoszech, w metropolii Bari-Bitonto w Apulii. Wywodzi się od powstałej w 1248 prałatury terytorialnej Altamury. Podczas reformy administracyjnej włoskiego Kościoła w 1986 została ona połączona z utworzoną w IX wieku diecezją Gravina, co dało początek diecezji w obecnej formie.

## Główne świątynie
- Katedra: Katedra Matki Bożej Wniebowziętej w Altamurze
- Konkatedry:
  - Bazylika konkatedralna Matki Bożej Wniebowziętej w Gravina di Puglia
  - Konkatedra św. Eustachego w Acquaviva delle Fonti

## Biskupi diecezjalni
- Tarcisio Pisani OM (1986–1994)
- Agostino Superbo (1994–1997)
- Mario Paciello (1997–2013)
- Giovanni Ricchiuti (2013–2023)
- Giuseppe Russo (od 2024)